# Сивокозинесто прилепче
Lasiurus cinereus е вид прилеп от семейство Гладконоси прилепи (Vespertilionidae). Възникнал е преди около 0,3 млн. години по времето на периода кватернер. Видът не е застрашен от изчезване.

## Разпространение и местообитание
Разпространен е в Аржентина, Боливия, Венецуела, Гватемала, Еквадор (Галапагоски острови), Канада (Албърта, Британска Колумбия, Квебек, Манитоба, Нова Скотия, Ню Брънзуик, Нюфаундленд, Онтарио, Саскачеван и Северозападни територии), Колумбия, Мексико, Панама, Парагвай, САЩ (Айдахо, Айова, Алабама, Аризона, Арканзас, Вашингтон, Вашингтон, Вирджиния, Върмонт, Делауеър, Джорджия, Западна Вирджиния, Илинойс, Индиана, Калифорния, Канзас, Кентъки, Колорадо, Кънектикът, Луизиана, Масачузетс, Мейн, Мериленд, Минесота, Мисисипи, Мисури, Мичиган, Монтана, Небраска, Невада, Ню Джърси, Ню Йорк, Ню Мексико, Ню Хампшър, Оклахома, Орегон, Охайо, Пенсилвания, Род Айлънд, Северна Дакота, Северна Каролина, Тексас, Тенеси, Уайоминг, Уисконсин, Флорида, Хавайски острови, Южна Дакота, Южна Каролина и Юта), Уругвай и Чили.
Обитава градски и гористи местности, пустинни области, планини, възвишения, пещери, долини, ливади, храсталаци, дюни, савани, степи, крайбрежия, плажове и езера в райони с тропически и умерен климат, при средна месечна температура около 11,6 градуса.

## Описание
На дължина достигат до 7,5 cm, а теглото им е около 27,1 g. Имат телесна температура около 34,8 °C.
Продължителността им на живот е около 14 години.